# Cantón de Barre-des-Cévennes
El cantón de Barre-des-Cévennes era una división administrativa francesa, que estaba situada en el departamento de Lozère y la región de Languedoc-Rosellón.

## Composición
El cantón estaba formado por ocho comunas:
- Barre-des-Cévennes
- Bassurels
- Cassagnas
- Gabriac
- Le Pompidou
- Molezon
- Sainte-Croix-Vallée-Française
- Saint-Julien-d'Arpaon

## Supresión del cantón de Barre-des-Cévennes
En aplicación del Decreto nº 2014-245 de 25 de febrero de 2014, el cantón de Barre-des-Cévennes fue suprimido el 22 de marzo de 2015 y sus 8 comunas pasaron a formar parte del nuevo cantón de Le Collet-de-Dèze.